# О’Нил, Уильям
Уи́льям Дж. О’Ни́л (англ. William J. O'Neil; 25 марта 1933 — 29 мая 2023) — американский предприниматель, биржевой маклер и писатель. Основал бизнес-газету «Investor's Business Daily» и фирму биржевых брокеров William O'Neil + Co. Inc. Автор книг «Как сделать деньги на акциях» и «24 Основных урока для инвестиционного успеха», а также создатель инвестиционной стратегии CAN SLIM, создатель первой ежедневной компьютерной базы данных фондового рынка США в 1964 году.

## Биография
О’Нил родился 25 марта 1933 года в Оклахома-Сити и вырос в Техасе. Он изучал бизнес в Южном методистском университете, получил степень бакалавра и ушёл служить в ВВС США.
В 1960 году он был принят в Гарвардскую школу бизнеса на первую программу развития менеджмента (PMD).
Свою карьеру он начал в 1958 году как биржевой брокер в Hayden, Stone & Co., и разрабатывал инвестиционные стратегии с использованием первых компьютеров. В интервью в 2002 году он заявил, что огромное влияние на него произвела книга Джеральда Лоэба (Gerald Loeb) Битва за инвестиционное выживание (The Battle for Investment Survival). По словам О’Нила это лучшая книга на рынке.
На основании своих исследований О’Нил изобрел стратегию CAN SLIM и стал одним из успешных брокеров в своей фирме. Он купил себе место на Нью-Йоркской фондовой бирже (NYSE) в 30 лет (став самым молодым маклером в истории существования биржи), и в 1963 основал William O’Neil + Co. Inc., компанию, которая разработала компьютеризированную базу данных ежедневной котировки ценных бумаг в 1963/1964, в настоящее время насчитывающую более 200 треков для более 10000 компаний.
В 1973 году он создал «O’Neil Data Systems, Inc.», обеспечивающую высокую скорость печати и публикации баз данных номера.
С 1984 года О’Нил стал публиковать базы данных в печатном виде, выпустив газету Investor’s Daily, национальную бизнес газету, которая стала конкурировать с The Wall Street Journal. В 1991 году название издания поменяло имя с Investor’s Daily на Investor’s Business Daily. Десять лет спустя после основания тираж газеты достиг 149 557 экземпляров, с общей читательской аудиторией более 850000 человек, хотя в 2002 году, Los Angeles Business Journal говорил, что она не была источником денег, и были снижены расходы на рекламу, хотя другие компании О’Нила были сделаны хорошо. Несмотря на то, что газете с самого начала предрекали провал, она все ещё растет в цене и тираж её уже на сегодняшний день[когда?]

 более 265000 экземпляров.
О’Нил проводил инвестиционные семинары во многих странах.
Семья: жена, три дочери и сын.

## CAN SLIM
CAN SLIM (CANSLIM) — расшифровывается по первым буквам каждого из семи критериев инвестиционной стратегии.
По результатам исследования Ассоциации американских частных инвесторов среди отобранных 50 лучших инвестиционных стратегий CAN SLIM занимает с 2004 года по настоящее время первое или второе места.
- С (current earnings per share) — ежеквартальная доходность акции с увеличением минимум на 15 % в квартал.
- A (annual earnings) — годовая доходность акций минимум на 25 % к предыдущему году в течение 3 лет.
- N (new product) — новый продукт, высокий спрос.
- S (supply demand) — не важно какого объёма корпорация — главное объёмы сделок.
- L (leader or laggard) — лидер или отстающий, должен быть номер один.
- I (institutional sponsorship) — должна быть подпитка крупных игроков растущая в объёме.
- M (market direction) — тренд на рынке должен быть растущим (одно из трёх золотых правил инвестирования).

## Награды
- 10 марта 2000 года TJFR Group и MasterCard International включили Уильяма Дж. О’Нила как одного из ТОП-100 Светил бизнес-новостей века.
- 2002, «Classic Award of Recognition» from the AeA, the largest high-tech industry group in the United States[7].
- The Stock Trader’s Almanac devoted its 37th edition in 2004 to O’Neil[8].

## Работы
- The Investor’s Business Daily Almanac, 1992: The Fact, the Figures, the Trends
- Investor’s Business Daily Encyclopedia of Investing" (1996)
- The On-Line Investor: How to Find the Best Stocks Using Your Computer
- The Model Book of Greatest Stock Market Winners
- How to Make Money in Stocks — A Winning System in Good Times Or Bad, McGraw-Hill, ISBN 0-07-161413-3 (4th ed., May 18, 2009)
- The How to Make Money in Stocks Complete Investing System: Your Ultimate Guide to Winning in Good Times and Bad, McGraw-Hill, ISBN 978-0-07-175211-4 (1 edition, August 10, 2010)
- 24 Essential Lessons for Investment Success, learn the most Important Investment Techniques from the Founder of Investor’s Business Daily, McGraw-Hill (2000), ISBN 0-07-136033-6
- The Successful Investor: What 80 Million People Need to Know to Invest Profitably and Avoid Big Losses, 2003, McGraw-Hill, ISBN 978-0-07-142959-7
- How to Make Money Selling Stocks Short, co-author with Gil Morales, Wiley (December 24, 2004), ISBN 0-471-71049-0
- Business Leaders and Success, 55 Top Business Leaders and How They Achieved Greatness, 2004, McGraw-Hill ISBN 0-07-142680-9
- How to Make Money in Stocks: Desk Diary 2005, Wiley; Spiral edition (September 6, 2004), ISBN 978-0-471-68053-6
- Reminiscences of a Stock Operator (by Edwin Lefèvre), William J. O’Neil (Foreword), Wiley; Illustrate edition (September 2004), ISBN 0-471-67876-7
- How to Make Money in Stocks — A Winning System in Good Times Or Bad, McGraw-Hill, ISBN 978-0-07-161413-9 (4th ed., May 18, 2009)
- The How to Make Money in Stocks Complete Investing System: Your Ultimate Guide to Winning in Good Times and Bad by William J O’Neil (Paperback August 10, 2010)
- Trade Like an O’Neil Disciple: How We Made 18,000 % in the Stock Market by Gil Morales and Chris Kacher (August 23, 2010)

### Переводы на русский язык
- Преуспевающий инвестор. Что нужно знать, чтобы инвестировать с прибылью и избегать больших убытков. М.: Альпина Бизнес Букс, 2004.
- Как делать деньги на фондовом рынке. Стратегия торговли на росте и падении. М.: Альпина Паблишерз, 2011.